# Magyarország a 2017. évi nyári universiadén
Magyarország a tajvani Tajpejben megrendezett 2017. évi nyári universiade egyik részt vevő nemzete volt.
Az egyetemi és főiskolai sportolók világméretű seregszemléjén tizennégy sportágban 140 magyar sportoló vett részt. A magyar egyetemi csapat a világ második legnagyobb soksportos eseményét 14 éremmel (5 arany-, 5 ezüst- és 4 bronzérem) zárta.

## Érmesek
| Érem  | Versenyző | Versenyszám | Versenyszám      |
| ----- | --- | ----------- | ---------------- |
| Arany | Baji Balázs | atlétika    | 110 m gát        |
| Arany | Olasz Anna | úszás       | 10 km maraton    |
| Arany | Szatmári András | vívás       | Kard egyéni      |
| Arany | Márton Anna | vívás       | Kard egyéni      |
| Arany | Kreiss Fanni | vívás       | Tőr egyéni       |
| Ezüst | Gyürkés Viktória | atlétika    | 3000 m akadály   |
| Ezüst | Bányai Zsombor | vívás       | Párbajtőr egyéni |
| Ezüst | Cho Taeun Sándor Siklósi Gergely Berta Dániel Bányai Zsombor | vívás       | Párbajtőr csapat |
| Ezüst | Márton Anna Mikulik Júlia Záhonyi Petra Katona Renáta | vívás       | Kard csapat      |
| Ezüst | Bolonyai Flóra Garda Krisztina Gurisatti Gréta Horváth Brigitta Kiss Alexandra Kövesdi Vivien Leimeter Dóra Máté Zsuzsanna Menczinger Katalin Parkes Rebecca Szilágyi Dorottya Vályi Fanny Ziegler Diána | vízilabda   | Csapat           |
| Bronz | Kozák Luca | atlétika    | 100 m gát        |
| Bronz | Szikszai Róbert | atlétika    | Diszkoszvetés    |
| Bronz | Gyurta Gergely | úszás       | 1500 m gyors     |
| Bronz | Biczó Bence | úszás       | 200 m pillangó   |

## Versenyzők száma
| Sportág              | Magyar résztvevő | Magyar résztvevő | Magyar résztvevő |
| Sportág              | Férfi            | Nő               | Össz.            |
| -------------------- | ---------------- | ---------------- | ---------------- |
| Asztalitenisz        | 1                | 0                | 1                |
| Atlétika             | 6                | 9                | 15               |
| Cselgáncs            | 5                | 3                | 8                |
| Golf                 | 2                | 0                | 2                |
| Görkorcsolyázás      | 1                | 4                | 5                |
| Íjászat              | 1                | 0                | 1                |
| Kosárlabda           | 12               | 12               | 24               |
| Ritmikus gimnasztika | 0                | 7                | 7                |
| Taekwondo            | 0                | 3                | 3                |
| Tenisz               | 2                | 1                | 3                |
| Torna                | 4                | 2                | 6                |
| Úszás                | 9                | 6                | 15               |
| Vívás                | 12               | 12               | 24               |
| Vízilabda            | 13               | 13               | 26               |
| Összesen             | 68               | 72               | 140              |

## Asztalitenisz

### Férfi
| Versenyző           | Versenyszám | Csoportkör                 | Csoportkör                    | Nyolcaddöntő      | Negyeddöntő       | Elődöntő          | Döntő             | Helyezés |
| Versenyző           | Versenyszám | Ellenfél Eredmény          | Ellenfél Eredmény             | Ellenfél Eredmény | Ellenfél Eredmény | Ellenfél Eredmény | Ellenfél Eredmény | Helyezés |
| ------------------- | ----------- | -------------------------- | ----------------------------- | ----------------- | ----------------- | ----------------- | ----------------- | -------- |
| Varga Csaba Koppány | Egyes       | Albashar Ahmad (PLE) · 3–1 | Tan Kiat Yi Kerry (SGP) · 0–3 | Kiesett           | Kiesett           | Kiesett           | Kiesett           | Kiesett  |

## Atlétika

### Férfi
| Versenyző        | Versenyszám     | Előfutam | Előfutam | Előfutam | Elődöntő | Elődöntő | Elődöntő | Döntő   | Döntő    |
| Versenyző        | Versenyszám     | Idő      | Hely.    | Össz.    | Idő      | Hely.    | Össz.    | Idő     | Helyezés |
| ---------------- | --------------- | -------- | -------- | -------- | -------- | -------- | -------- | ------- | -------- |
| Baji Balázs      | 110 m gát       | 13,84    | 1.       | 2.       | 13,67    | 1.       | 4.       | 13,35   |          |
| Venyercsán Bence | 20 km gyaloglás |          |          |          |          |          |          | 1:39,48 | 17.      |

| Versenyző           | Versenyszám   | Selejtező | Selejtező | Döntő    | Döntő    |
| Versenyző           | Versenyszám   | Eredmény  | Helyezés  | Eredmény | Helyezés |
| ------------------- | ------------- | --------- | --------- | -------- | -------- |
| Szikszai Róbert     | Diszkoszvetés | 61,01 m   | 2.        | 60,91 m  |          |
| Huszák János        | Diszkoszvetés | 59,47 m   | 4.        | 59,69 m  | 6.       |
| Halász Bence        | Kalapácsvetés | 71,29 m   | 2.        | 73,79 m  | 4.       |
| Rivasz-Tóth Norbert | Gerelyhajítás | 75,75 m   | 7.        | 78,42 m  | 6.       |

### Női
| Versenyző          | Versenyszám     | Előfutam | Előfutam | Előfutam | Elődöntő | Elődöntő | Elődöntő | Döntő    | Döntő    |
| Versenyző          | Versenyszám     | Idő      | Hely.    | Össz.    | Idő      | Hely.    | Össz.    | Idő      | Helyezés |
| ------------------ | --------------- | -------- | -------- | -------- | -------- | -------- | -------- | -------- | -------- |
| Bartha-Kéri Bianka | 800 m           | 2:04,51  | 2.       | 5.       | 2:02,64  | 3.       | 3.       | 2:04,00  | 6.       |
| Kozák Luca         | 100 m gát       | 13,73    | 3.       | 13.      | 13,38    | 2.       | 3.       | 13,19    |          |
| Kerekes Gréta      | 100 m gát       | 13,50    | 1.       | 5.       | 13,63    | 3.       | 7.       | 13,38    | 6.       |
| Gyürkés Viktória   | 3000 m akadály  |          |          |          |          |          |          | 9:52,17  |          |
| Récsei Rita        | 20 km gyaloglás |          |          |          |          |          |          | 1:43,46  | 4.       |
| Kovács Barbara     | 20 km gyaloglás |          |          |          |          |          |          | Kizárták | Kizárták |

| Versenyző        | Versenyszám   | Selejtező | Selejtező | Döntő    | Döntő    |
| Versenyző        | Versenyszám   | Eredmény  | Helyezés  | Eredmény | Helyezés |
| ---------------- | ------------- | --------- | --------- | -------- | -------- |
| Gyurátz Réka     | Kalapácsvetés | 63,38 m   | 7.        | 64,14 m  | 9.       |
| Szilágyi Réka    | Gerelyhajítás | 55,48 m   | 8.        | 52,54 m  | 13.      |
| Bogdan Annabella | Gerelyhajítás | 49,16 m   | 23.       | Kiesett  | Kiesett  |

## Cselgáncs

### Férfi
| Versenyző               | Versenyszám | 32-es főtábla                   | Nyolcaddöntő                             | Negyeddöntő       | Elődöntő          | Visszajátszás                 | Visszajátszás     | Visszajátszás     | Döntő             | Helyezés |
| Versenyző               | Versenyszám | Ellenfél Eredmény               | Ellenfél Eredmény                        | Ellenfél Eredmény | Ellenfél Eredmény | Ellenfél Eredmény             | Ellenfél Eredmény | Ellenfél Eredmény | Ellenfél Eredmény | Helyezés |
| ----------------------- | ----------- | ------------------------------- | ---------------------------------------- | ----------------- | ----------------- | ----------------------------- | ----------------- | ----------------- | ----------------- | -------- |
| Mihalovits Botond Tamás | -60 kg      | Lio Chon Hou (CHN) · 00–02S1    | Kiesett                                  | Kiesett           | Kiesett           | Kiesett                       | Kiesett           | Kiesett           | Kiesett           | Kiesett  |
| Bartha Ákos             | -66 kg      |                                 | Scheibel Manuel Lorenz (GER) · 00S1–01S1 | Kiesett           | Kiesett           | Kiesett                       | Kiesett           | Kiesett           | Kiesett           | Kiesett  |
| Takács Márton           | -73 kg      | Tatsukawa Arata (JPN) · 00S2–12 |                                          |                   |                   | Seppa Andre (EST) · 00–01S1   | Kiesett           | Kiesett           | Kiesett           | Kiesett  |
| Beviz Barnabás          | -81 kg      | Chang Wei-Cheng (TPE) · 00S1–01 | Kiesett                                  | Kiesett           | Kiesett           | Kiesett                       | Kiesett           | Kiesett           | Kiesett           | Kiesett  |
| Krizsán Szabolcs        | -90 kg      | Nicolaos Keven (LBN) · 01–00S1  | Retinskii Stanislav (RUS) · 00–10        |                   |                   | Diesse Aurelien (FRA) · 00–10 | Kiesett           | Kiesett           | Kiesett           | Kiesett  |

### Női
| Versenyző              | Versenyszám | 32-es főtábla                      | Nyolcaddöntő                         | Negyeddöntő                     | Elődöntő          | Visszajátszás                     | Visszajátszás                   | Visszajátszás     | Döntő             | Helyezés |
| Versenyző              | Versenyszám | Ellenfél Eredmény                  | Ellenfél Eredmény                    | Ellenfél Eredmény               | Ellenfél Eredmény | Ellenfél Eredmény                 | Ellenfél Eredmény               | Ellenfél Eredmény | Ellenfél Eredmény | Helyezés |
| ---------------------- | ----------- | ---------------------------------- | ------------------------------------ | ------------------------------- | ----------------- | --------------------------------- | ------------------------------- | ----------------- | ----------------- | -------- |
| Knetig Emőke Zsuzsanna | -52 kg      | Tatsukawa Rina (JPN) · 00S2–10     |                                      |                                 |                   | Warasiha Kachakorn (THA) · 02–00  | Sagitova Galiya (RUS) · 00S1–01 | Kiesett           | Kiesett           | Kiesett  |
| Keliger Bernadett      | -57 kg      |                                    | Podolak Arleta Jagna (POL) · 10S1–01 | Benarroche Lola (FRA) · 00–03S1 |                   | Schmidt Anne Sophie (GER) · 00–02 | Kiesett                         | Kiesett           | Kiesett           | Kiesett  |
| Balogh Daniella Réka   | -63 kg      | Peter Elizabeth Onyi (NGR) · 00–00 | Shevchenko Anastasiya (UKR) · 01–11  | Kiesett                         | Kiesett           | Kiesett                           | Kiesett                         | Kiesett           | Kiesett           | Kiesett  |

## Golf

### Férfi
| Versenyző                   | Versenyszám | Döntő    | Döntő    |
| Versenyző                   | Versenyszám | Eredmény | Helyezés |
| --------------------------- | ----------- | -------- | -------- |
| Rózsa Dávid                 | Egyéni      | 246      | 58.      |
| Rózsa Dávid Horváth Marcell | Csapat      | 488      | 20.      |

## Görkorcsolyázás

### Férfi
| Versenyző       | Versenyszám      | Selejtező | Selejtező | Selejtező | Elődöntő | Elődöntő | Elődöntő | Döntő         | Döntő         |
| Versenyző       | Versenyszám      | Eredmény  | Helyezés  | Össz.     | Eredmény | Helyezés | Össz.    | Eredmény      | Helyezés      |
| --------------- | ---------------- | --------- | --------- | --------- | -------- | -------- | -------- | ------------- | ------------- |
| Dieterle Fábián | 500 m            | 40,974    | 4.        | 8.        | Kiesett  | Kiesett  | Kiesett  | Kiesett       | Kiesett       |
| Dieterle Fábián | 1000 m           |           |           |           | 1:25,150 | 6.       | 11.      | Kiesett       | Kiesett       |
| Dieterle Fábián | 10 000 m kiesési |           |           |           |          |          |          | nem ért célba | nem ért célba |
| Dieterle Fábián | 15 000 m kiesési |           |           |           |          |          |          | nem ért célba | nem ért célba |
| Dieterle Fábián | Maraton          |           |           |           |          |          |          | 1:07,21.506   | 10.           |

### Női
| Versenyző                                                          | Versenyszám      | Selejtező | Selejtező | Selejtező | Elődöntő | Elődöntő | Elődöntő | Döntő         | Döntő         |
| Versenyző                                                          | Versenyszám      | Eredmény  | Helyezés  | Össz.     | Eredmény | Helyezés | Össz.    | Eredmény      | Helyezés      |
| ------------------------------------------------------------------ | ---------------- | --------- | --------- | --------- | -------- | -------- | -------- | ------------- | ------------- |
| Török Réka Szabina                                                 | 300 m            | 31,303    | 15.       | 15.       |          |          |          | Kiesett       | Kiesett       |
| Kopilovic Eleonóra                                                 | 300 m            | 29,100    | 12.       | 12.       |          |          |          | 29,074        | 12.           |
| Kopilovic Eleonóra                                                 | 500 m            | 45,927    | 3.        | 13.       | Kiesett  | Kiesett  | Kiesett  | Kiesett       | Kiesett       |
| Sántha Blanka                                                      | 500 m            | 47,367    | 4.        | 15.       | Kiesett  | Kiesett  | Kiesett  | Kiesett       | Kiesett       |
| Kopilovic Eleonóra                                                 | 1000 m           | 1:36,215  | 6.        | 17.       |          |          |          | Kiesett       | Kiesett       |
| Gardi Dominika                                                     | 1000 m           | 1:33,859  | 5.        | 7.        |          |          |          | 1:37,232      | 7.            |
| Gardi Dominika                                                     | 10 000 m kiesési |           |           |           |          |          |          | nem ért célba | nem ért célba |
| Török Réka Szabina                                                 | 10 000 m kiesési |           |           |           |          |          |          | nem ért célba | nem ért célba |
| Sántha Blanka                                                      | 15 000 m kiesési |           |           |           |          |          |          | nem ért célba | nem ért célba |
| Gardi Dominika                                                     | 15 000 m kiesési |           |           |           |          |          |          | nem ért célba | nem ért célba |
| Török Réka Szabina Kopilovic Eleonóra Sántha Blanka Gardi Dominika | 3000 m váltó     | 4:29,067  | 3.        | 3.        |          |          |          | 4:32,125      | 5.            |
| Török Réka Szabina                                                 | Maraton          |           |           |           |          |          |          | 1:27,53.830   | 22.           |
| Kopilovic Eleonóra                                                 | Maraton          |           |           |           |          |          |          | 1:28,02.668   | 23.           |
| Sántha Blanka                                                      | Maraton          |           |           |           |          |          |          | 1:27,47.807   | 17.           |
| Gardi Dominika                                                     | Maraton          |           |           |           |          |          |          | 1:27:46,670   | 15.           |

## Íjászat

### Férfi
| Versenyző   | Versenyszám | Selejtező | Selejtező | 1/48-as kör       | 1/24-es kör       | 32-es főtábla           | Nyolcaddöntő          | Negyeddöntő                   | Elődöntő               | Döntő                  | Helyezés |
| Versenyző   | Versenyszám | Pont      | Kiemelt   | Ellenfél Eredmény | Ellenfél Eredmény | Ellenfél Eredmény       | Ellenfél Eredmény     | Ellenfél Eredmény             | Ellenfél Eredmény      | Ellenfél Eredmény      | Helyezés |
| ----------- | ----------- | --------- | --------- | ----------------- | ----------------- | ----------------------- | --------------------- | ----------------------------- | ---------------------- | ---------------------- | -------- |
| Banda Árpád | Egyéni      | 671       | 4.        |                   |                   | Kamal Sagar (IND) · 7–3 | Dan Olaru (MDA) · 6–2 | Sultan Duzelbayev (KAZ) · 6–2 | I Szungjun (KOR) · 6–2 | Kim Udzsin (KOR) · 0–6 | 4.       |

## Kosárlabda

### Férfi
| Versenyző | Csoportkör            | Csoportkör           | Csoportkör              | Csoportkör               | Csoportkör           | Hely. | Helyosztó               | Helyosztó             | Helyosztó                 | Negyeddöntő       | Elődöntő          | Döntő             | Helyezés |
| Versenyző | Ellenfél Eredmény     | Ellenfél Eredmény    | Ellenfél Eredmény       | Ellenfél Eredmény        | Ellenfél Eredmény    | Hely. | Ellenfél Eredmény       | Ellenfél Eredmény     | Ellenfél Eredmény         | Ellenfél Eredmény | Ellenfél Eredmény | Ellenfél Eredmény | Helyezés |
| --- | --------------------- | -------------------- | ----------------------- | ------------------------ | -------------------- | ----- | ----------------------- | --------------------- | ------------------------- | ----------------- | ----------------- | ----------------- | -------- |
| Bognár Kristóf Bus Iván Garamvölgyi Ákos Keller Iván Kósa Tamás Kovács Ádám Kővágó-Laska Márk Peringer Balázs Polyák László Tóth Zoltán Vágvölgyi Ákos Wirth Ádám | Szerbia (SRB) · 62–70 | Tajvan (TPE) · 61–75 | Dél-Korea (KOR) · 91–81 | Lettország (LAT) · 65–78 | Mexikó (MEX) · 77–82 | 5.    | Hongkong (HKG) · 100–90 | Románia (ROM) · 74–50 | Oroszország (RUS) · 67–74 |                   |                   |                   | 18.      |

### Női
| Versenyző | Csoportkör               | Csoportkör          | Csoportkör           | Hely. | Helyosztó               | Helyosztó                | Negyeddöntő       | Elődöntő          | Döntő             | Helyezés |
| Versenyző | Ellenfél Eredmény        | Ellenfél Eredmény   | Ellenfél Eredmény    | Hely. | Ellenfél Eredmény       | Ellenfél Eredmény        | Ellenfél Eredmény | Ellenfél Eredmény | Ellenfél Eredmény | Helyezés |
| --- | ------------------------ | ------------------- | -------------------- | ----- | ----------------------- | ------------------------ | ----------------- | ----------------- | ----------------- | -------- |
| Barnai Judit Gocsman Ágota Hegedűs Janka Kaposi Pálma Karlócai Julianna Miháczi Diána Pap Regina Raus Vivien Simon Anikó Szabó Fanni Szűcs Réka Vukov Szonja | Svédország (SWE) · 57–85 | Chile (CHI) · 63–41 | Tajvan (TPE) · 64–76 | 3.    | Dél-Korea (KOR) · 78–62 | Portugália (POR) · 54–61 |                   |                   |                   | 10.      |

## Ritmikus gimnasztika

### Női
| Versenyző                                                                               | Versenyszám      | 5 karika | 5 karika | 3 karika, 2 kötél | 3 karika, 2 kötél | Helyezés |
| Versenyző                                                                               | Versenyszám      | Pont     | Hely.    | Pont              | Hely.             | Helyezés |
| --------------------------------------------------------------------------------------- | ---------------- | -------- | -------- | ----------------- | ----------------- | -------- |
| Csomai Renáta Fibecz Alexandra Ludányi Laura Szegedi Janka Szekeres Eszter Vándor Ágnes | Csapat összetett | 12,875   | 7.       | 12,350            | 7.                | 7.       |
| Csomai Renáta Fibecz Alexandra Ludányi Laura Szegedi Janka Szekeres Eszter Vándor Ágnes | Csapat           | 12,700   |          |                   |                   | 7.       |
| Csomai Renáta Fibecz Alexandra Ludányi Laura Szegedi Janka Szekeres Eszter Vándor Ágnes | Csapat           |          |          | 13,450            |                   | 7.       |

| Versenyző             | Versenyszám | Döntő  | Döntő  | Döntő | Döntő | Döntő    | Döntő    | Döntő  | Döntő  | Összesen | Helyezés |
| Versenyző             | Versenyszám | Karika | Karika | Labda | Labda | Buzogány | Buzogány | Szalag | Szalag | Összesen | Helyezés |
| Versenyző             | Versenyszám | Pont   | Hely.  | Pont  | Hely. | Pont     | Hely.    | Pont   | Hely.  | Összesen | Helyezés |
| --------------------- | ----------- | ------ | ------ | ----- | ----- | -------- | -------- | ------ | ------ | -------- | -------- |
| Boldizsár Blanka Sára | Egyéni      | 11,250 | 30.    | 9,950 | 34.   | 10,150   | 30.      | 9,050  | 35.    | 40,400   | 34.      |

## Taekwondo

### Női
| Versenyző                                   | Versenyszám    | 32-es főtábla                         | Nyolcaddöntő                  | Negyeddöntő                 | Elődöntő          | Döntő             | Helyezés |
| Versenyző                                   | Versenyszám    | Ellenfél Eredmény                     | Ellenfél Eredmény             | Ellenfél Eredmény           | Ellenfél Eredmény | Ellenfél Eredmény | Helyezés |
| ------------------------------------------- | -------------- | ------------------------------------- | ----------------------------- | --------------------------- | ----------------- | ----------------- | -------- |
| Kotsis Edina                                | -53 kg         | Saparbek Zhazira (KAZ) · 11–5         | Bogdanovic Tijana (SRB) · 6–9 | Kiesett                     | Kiesett           | Kiesett           | Kiesett  |
| Patakfalvy Csenge                           | -57 kg         | Vieira De Araujo Rafaela (BRA) · 6–17 | Kiesett                       | Kiesett                     | Kiesett           | Kiesett           | Kiesett  |
| Gonda Evelyn                                | -62 kg         | Kerner Nives (CRO) · 14–12            | Kaisorn Pornrak (THA) · 12–6  | Rotolo Daniela (ITA) · 4–5  | Kiesett           | Kiesett           | Kiesett  |
| Kotsis Edina Patakfalvy Csenge Gonda Evelyn | Csapat Kyorugi |                                       | India (IND) · (visszalépett)  | Lengyelország (POL) · 12–13 | Kiesett           | Kiesett           | 5.       |

## Tenisz

### Férfi
| Versenyző                       | Versenyszám | Első szakasz             | Második szakasz             | Harmadik szakasz  | Negyedik szakasz  | Negyeddöntő       | Elődöntő          | Bronz- mérkőzés   | Döntő             | Helyezés |
| Versenyző                       | Versenyszám | Ellenfél Eredmény        | Ellenfél Eredmény           | Ellenfél Eredmény | Ellenfél Eredmény | Ellenfél Eredmény | Ellenfél Eredmény | Ellenfél Eredmény | Ellenfél Eredmény | Helyezés |
| ------------------------------- | ----------- | ------------------------ | --------------------------- | ----------------- | ----------------- | ----------------- | ----------------- | ----------------- | ----------------- | -------- |
| Madarász Gergely                | Egyes       | Dahiya Paras (IND) · 1–2 | Kiesett                     | Kiesett           | Kiesett           | Kiesett           | Kiesett           | Kiesett           | Kiesett           | Kiesett  |
| Koncz Barnabás                  | Egyes       |                          | Whitehouse Mark (GBR) · 0–2 | Kiesett           | Kiesett           | Kiesett           | Kiesett           | Kiesett           | Kiesett           | Kiesett  |
| Madarász Gergely Koncz Barnabás | Páros       | Botswana (BOT) · w/0     | Japán (JPN) · 0–2           | Kiesett           | Kiesett           | Kiesett           | Kiesett           | Kiesett           | Kiesett           | Kiesett  |

### Női
| Versenyző          | Versenyszám | Első szakasz      | Második szakasz                     | Harmadik szakasz  | Negyedik szakasz  | Negyeddöntő       | Elődöntő          | Bronz- mérkőzés   | Döntő             | Helyezés |
| Versenyző          | Versenyszám | Ellenfél Eredmény | Ellenfél Eredmény                   | Ellenfél Eredmény | Ellenfél Eredmény | Ellenfél Eredmény | Ellenfél Eredmény | Ellenfél Eredmény | Ellenfél Eredmény | Helyezés |
| ------------------ | ----------- | ----------------- | ----------------------------------- | ----------------- | ----------------- | ----------------- | ----------------- | ----------------- | ----------------- | -------- |
| Kapitány Krisztina | Egyes       |                   | Annabelle Andrinopoulos (AUS) · 0–2 | Kiesett           | Kiesett           | Kiesett           | Kiesett           | Kiesett           | Kiesett           | Kiesett  |

### Vegyes
| Versenyző                           | Versenyszám | Első szakasz      | Második szakasz    | Harmadik szakasz      | Negyedik szakasz  | Negyeddöntő       | Elődöntő          | Bronz- mérkőzés   | Döntő             | Helyezés |
| Versenyző                           | Versenyszám | Ellenfél Eredmény | Ellenfél Eredmény  | Ellenfél Eredmény     | Ellenfél Eredmény | Ellenfél Eredmény | Ellenfél Eredmény | Ellenfél Eredmény | Ellenfél Eredmény | Helyezés |
| ----------------------------------- | ----------- | ----------------- | ------------------ | --------------------- | ----------------- | ----------------- | ----------------- | ----------------- | ----------------- | -------- |
| Kapitány Krisztina Madarász Gergely | Páros       |                   | Mexikó (MEX) · 2–0 | Dél-Korea (KOR) · 0–2 | Kiesett           | Kiesett           | Kiesett           | Kiesett           | Kiesett           | Kiesett  |

## Torna

### Férfi
| Versenyző        | Versenyszám | Döntő  | Döntő | Döntő    | Döntő | Döntő  | Döntő | Döntő  | Döntő | Döntő  | Döntő | Döntő  | Döntő | Összesen | Helyezés |
| Versenyző        | Versenyszám | Talaj  | Hely. | Lólengés | Hely. | Gyűrű  | Hely. | Ugrás  | Hely. | Korlát | Hely. | Nyújtó | Hely. | Összesen | Helyezés |
| ---------------- | ----------- | ------ | ----- | -------- | ----- | ------ | ----- | ------ | ----- | ------ | ----- | ------ | ----- | -------- | -------- |
| Babos Ádám       | Csapat      | 11,450 | 79.   | 13,650   | 16.   | 13,150 | 49.   | 12,600 | 89.   | 12,850 | 50.   |        |       | 231,800  | 13.      |
| Kardos Botond    | Csapat      | 12,700 | 50.   | 11,250   | 70.   | 12,850 | 59.   | 14,050 | 25.   | 13,650 | 25.   | 13,650 | 17.   | 231,800  | 13.      |
| Schweigert Dávid | Csapat      | 11,150 | 85.   | 12,400   | 46.   | 13,400 | 42.   | 13,050 | 69.   | 11,600 | 81.   | 12,650 | 53.   | 231,800  | 13.      |
| Vecsernyés Dávid | Csapat      | 11,900 | 73.   | 12,550   | 41.   |        |       | 12,650 | 87.   | 13,600 | 28.   | 11,600 | 73.   | 231,800  | 13.      |

### Női
| Versenyző      | Versenyszám | Selejtező | Selejtező | Selejtező | Selejtező | Selejtező | Selejtező | Selejtező | Selejtező | Összesen | Helyezés | Döntő   | Döntő   | Döntő   | Döntő   | Összesen | Helyezés |
| Versenyző      | Versenyszám | Ugrás     | Hely.     | Korlát    | Hely.     | Gerenda   | Hely.     | Talaj     | Hely.     | Összesen | Helyezés | Ugrás   | Korlát  | Gerenda | Talaj   | Összesen | Helyezés |
| -------------- | ----------- | --------- | --------- | --------- | --------- | --------- | --------- | --------- | --------- | -------- | -------- | ------- | ------- | ------- | ------- | -------- | -------- |
| Al-Salty Dália | Egyéni      | 12,900    | 32.       | 11,550    | 29.       | 12,500    | 14.       | 11,900    | 32.       | 48,850   | 16.      | 12,400  | 11,900  | 12,350  | 12,150  | 48,800   | 16.      |
| Böczögő Dorina | Egyéni      | 13,600    | 16.       |           |           | 11,500    | 30.       | 12,650    | 13.       | 37,750   | 49.      | Kiesett | Kiesett | Kiesett | Kiesett | Kiesett  | Kiesett  |

## Úszás

### Férfi
| Versenyző      | Versenyszám    | Előfutam | Előfutam | Előfutam | Elődöntő | Elődöntő | Elődöntő | Döntő     | Döntő    |
| Versenyző      | Versenyszám    | Idő      | Hely.    | Össz.    | Idő      | Hely.    | Össz.    | Idő       | Helyezés |
| -------------- | -------------- | -------- | -------- | -------- | -------- | -------- | -------- | --------- | -------- |
| Balog Gábor    | 50 m hát       | 25,75    | 6.       | 17.      | Kiesett  | Kiesett  | Kiesett  | Kiesett   | Kiesett  |
| Balog Gábor    | 100 m hát      | 55,32    | 5.       | 11.      | 55,05    | 6.       | 11.      | Kiesett   | Kiesett  |
| Biczó Bence    | 100 m pillangó | 54,63    | 3.       | 38.      | Kiesett  | Kiesett  | Kiesett  | Kiesett   | Kiesett  |
| Biczó Bence    | 200 m pillangó | 1:57,53  | 1.       | 1.       | 1:56,32  | 2.       | 2.       | 1:56,16   |          |
| Gyárfás Bence  | 50 m gyors     | 23,30    | 6.       | 38.      | Kiesett  | Kiesett  | Kiesett  | Kiesett   | Kiesett  |
| Gyárfás Bence  | 100 m gyors    | 50,93    | 4.       | 38.      | Kiesett  | Kiesett  | Kiesett  | Kiesett   | Kiesett  |
| Gyárfás Bence  | 50 m pillangó  | 24,41    | 8.       | 24.      | Kiesett  | Kiesett  | Kiesett  | Kiesett   | Kiesett  |
| Gyurta Gergely | 800 m gyors    | 7:57,88  | 2.       | 2.       |          |          |          | 7:58,22   | 6.       |
| Gyurta Gergely | 1500 m gyors   | 15:11,95 | 3.       | 4.       |          |          |          | 15:01,11  |          |
| Gyurta Gergely | 400 m vegyes   | 4:18,06  | 3.       | 3.       |          |          |          | 4:17,70   | 4.       |
| Mészáros Márk  | 50 m gyors     | 23,57    | 7.       | 47.      | Kiesett  | Kiesett  | Kiesett  | Kiesett   | Kiesett  |
| Mészáros Márk  | 100 m gyors    | 51,23    | 6.       | 48.      | Kiesett  | Kiesett  | Kiesett  | Kiesett   | Kiesett  |
| Mészáros Márk  | 200 m gyors    | 1:51,23  | 6.       | 24.      | Kiesett  | Kiesett  | Kiesett  | Kiesett   | Kiesett  |
| Papp Márk      | 10 km maraton  |          |          |          |          |          |          | 2:00,25.4 | 11.      |
| Pulai Bence    | 50 m pillangó  | 24,31    | 6.       | 20.      | Kiesett  | Kiesett  | Kiesett  | Kiesett   | Kiesett  |
| Pulai Bence    | 100 m pillangó | 52,62    | 3.       | 4.       | 52,57    | 3.       | 6.       | 52,56     | 6.       |
| Sós Dániel     | 200 m vegyes   | 2:07,40  | 8.       | 32.      | Kiesett  | Kiesett  | Kiesett  | Kiesett   | Kiesett  |
| Sós Dániel     | 400 m vegyes   | 4:34,12  | 8.       | 23.      | Kiesett  | Kiesett  | Kiesett  | Kiesett   | Kiesett  |
| Szentes Bence  | 50 m hát       | 26,24    | 8.       | 27.      | Kiesett  | Kiesett  | Kiesett  | Kiesett   | Kiesett  |
| Szentes Bence  | 100 m hát      | 58,19    | 5.       | 44.      | Kiesett  | Kiesett  | Kiesett  | Kiesett   | Kiesett  |

### Női
| Versenyző         | Versenyszám    | Előfutam   | Előfutam   | Előfutam   | Elődöntő | Elődöntő | Elődöntő | Döntő     | Döntő    |
| Versenyző         | Versenyszám    | Idő        | Hely.      | Össz.      | Idő      | Hely.    | Össz.    | Idő       | Helyezés |
| ----------------- | -------------- | ---------- | ---------- | ---------- | -------- | -------- | -------- | --------- | -------- |
| Galamb Szimonetta | 50 m pillangó  | 28,05      | 8.         | 29.        | Kiesett  | Kiesett  | Kiesett  | Kiesett   | Kiesett  |
| Galamb Szimonetta | 100 m pillangó | 1:00,70    | 4.         | 14.        | 1:00,97  | 8.       | 16.      | Kiesett   | Kiesett  |
| Galamb Szimonetta | 200 m pillangó | 2:14,71    | 5.         | 14.        | 2:12,13  | 4.       | 9.       | Kiesett   | Kiesett  |
| Galamb Szimonetta | 100 m hát      | 1:03,29    | 8.         | 26.        | Kiesett  | Kiesett  | Kiesett  | Kiesett   | Kiesett  |
| György Réka       | 200 m gyors    | 2:03,34    | 1.         | 22.        | Kiesett  | Kiesett  | Kiesett  | Kiesett   | Kiesett  |
| György Réka       | 200 m vegyes   | 2:17,99    | 7.         | 16.        | 2:17,25  | 7.       | 14.      | Kiesett   | Kiesett  |
| György Réka       | 400 m vegyes   | 4:43,52    | 1.         | 4.         |          |          |          | 4:44,78   | 7.       |
| Kiss Dóra         | 1500 m gyors   | 17:28,34   | 8.         | 15.        | Kiesett  | Kiesett  | Kiesett  | Kiesett   | Kiesett  |
| Kiss Dóra         | 200 m pillangó | 2:14,56    | 4.         | 12.        | 2:16,83  | 8.       | 16.      | Kiesett   | Kiesett  |
| Kiss Dóra         | 400 m vegyes   | 5:02,25    | 3.         | 18.        | Kiesett  | Kiesett  | Kiesett  | Kiesett   | Kiesett  |
| Olasz Anna        | 10 km maraton  |            |            |            |          |          |          | 2:04,12.2 |          |
| Sömenek Onon Kata | 10 km maraton  |            |            |            |          |          |          | 2:04,40.8 | 5.       |
| Verrasztó Evelyn  | 100 m gyors    | 55,89      | 4.         | 14.        | 55,64    | 5.       | 12..     | Kiesett   | Kiesett  |
| Verrasztó Evelyn  | 200 m gyors    | Nem indult | Nem indult | Nem indult | Kiesett  | Kiesett  | Kiesett  | Kiesett   | Kiesett  |
| Verrasztó Evelyn  | 50 pillangó    | 27,45      | 1.         | 18.        | 27,35    | 7.       | 14.      | Kiesett   | Kiesett  |
| Verrasztó Evelyn  | 100 pillangó   | Nem indult | Nem indult | Nem indult | Kiesett  | Kiesett  | Kiesett  | Kiesett   | Kiesett  |
| Verrasztó Evelyn  | 200 m vegyes   | 2:15,29    | 4.         | 7.         | 2:13,14  | 4.       | 5.       | 2:13,31   | 6.       |

## Vízilabda

### Férfi
| Versenyző | Csoportkör          | Csoportkör          | Csoportkör                    | Hely. | Nyolcaddöntő           | Negyeddöntő         | Helyosztó                   | Helyosztó          | Elődöntő          | Döntő             | Helyezés |
| Versenyző | Ellenfél Eredmény   | Ellenfél Eredmény   | Ellenfél Eredmény             | Hely. | Ellenfél Eredmény      | Ellenfél Eredmény   | Ellenfél Eredmény           | Ellenfél Eredmény  | Ellenfél Eredmény | Ellenfél Eredmény | Helyezés |
| --- | ------------------- | ------------------- | ----------------------------- | ----- | ---------------------- | ------------------- | --------------------------- | ------------------ | ----------------- | ----------------- | -------- |
| Angyal Dániel Bundschuh Erik Gyárfás Tamás Illés Sándor Jansik Szilárd Kardos Gergely Kovács Gergő Kovács Péter Lévai Márton Lőrincz Bálint Német Toni Pohl Zoltán Sedlmayer Tamás | Kanada (CAN) · 17–3 | Szerbia (SRB) · 4–8 | Dél-afrikai Unió (RSA) · 24–5 | 2.    | Dél-Korea (KOR) · 18–2 | Szerbia (SRB) · 7–8 | Nagy-Britannia (GBR) · 19–2 | Japán (JPN) · 14–8 |                   |                   | 5.       |

### Női
| Versenyző | Csoportkör         | Csoportkör                  | Csoportkör         | Csoportkör                | Csoportkör             | Hely. | Negyeddöntő               | Elődöntő                 | Döntő                         | Helyezés |
| Versenyző | Ellenfél Eredmény  | Ellenfél Eredmény           | Ellenfél Eredmény  | Ellenfél Eredmény         | Ellenfél Eredmény      | Hely. | Ellenfél Eredmény         | Ellenfél Eredmény        | Ellenfél Eredmény             | Helyezés |
| --- | ------------------ | --------------------------- | ------------------ | ------------------------- | ---------------------- | ----- | ------------------------- | ------------------------ | ----------------------------- | -------- |
| Bolonyai Flóra Garda Krisztina Gurisatti Gréta Horváth Brigitta Kiss Alexandra Kövesdi Vivien Leimeter Dóra Máté Zsuzsanna Menczinger Katalin Parkes Rebecca Szilágyi Dorottya Vályi Fanny Ziegler Diána | Japán (JPN) · 17–6 | Nagy-Britannia (GBR) · 28–3 | Kanada (CAN) · 5–8 | Oroszország (RUS) · 11–12 | Új-Zéland (NZL) · 15–6 | 2.    | Franciaország (FRA) · 7–4 | Oroszország (RUS) · 11–7 | Egyesült Államok (USA) · 16–9 |          |

## Vívás

### Férfi
| Versenyző                                                    | Versenyszám      | 128-as főtábla             | 64-es főtábla                 | 32-es főtábla                    | Nyolcaddöntő                   | Negyeddöntő                                | Elődöntő                      | Döntő                                | Helyezés |
| Versenyző                                                    | Versenyszám      | Ellenfél Eredmény          | Ellenfél Eredmény             | Ellenfél Eredmény                | Ellenfél Eredmény              | Ellenfél Eredmény                          | Ellenfél Eredmény             | Ellenfél Eredmény                    | Helyezés |
| ------------------------------------------------------------ | ---------------- | -------------------------- | ----------------------------- | -------------------------------- | ------------------------------ | ------------------------------------------ | ----------------------------- | ------------------------------------ | -------- |
| Cho Taeun Sándor                                             | Párbajtőr        | Rafael Tulen (NED) · 12–15 | Kiesett                       | Kiesett                          | Kiesett                        | Kiesett                                    | Kiesett                       | Kiesett                              | 67.      |
| Siklósi Gergely                                              | Párbajtőr        |                            | Michele Niggeler (SUI) · 15–7 | Alexandre Bardenet (FRA) · 14–15 | Kiesett                        | Kiesett                                    | Kiesett                       | Kiesett                              | 31.      |
| Berta Dániel                                                 | Párbajtőr        |                            | Richard Pokorny (CZE) · 15–12 | Gabriel Canaux (USA) · 14–15     | Kiesett                        | Kiesett                                    | Kiesett                       | Kiesett                              | 28.      |
| Bányai Zsombor                                               | Párbajtőr        |                            | Kim Jae-won (KOR) · 15–8      | Tristan Tulen (NED) · 15–12      | Ido Herpe (ISR) · 15–14        | Anatolij Anatolijovics Herej (UKR) · 15–11 | Masaru Yamada (JPN) · 13–11   | Szergej Olegovics Bida (RUS) · 15–11 |          |
| Iliász Nikolász                                              | Kard             |                            | Andrey Gladkov (RUS) · 14–15  | Kiesett                          | Kiesett                        | Kiesett                                    | Kiesett                       | Kiesett                              | 33.      |
| Puy Sebestyén                                                | Kard             |                            | Bogdan Platonov (UKR) · 15–11 | Mohammad Rahbari (IRI) · 15–9    | Kiesett                        | Kiesett                                    | Kiesett                       | Kiesett                              | 29.      |
| Péch Miklós                                                  | Kard             |                            |                               | Farzad Baher (IRI) · 11–15       | Kiesett                        | Kiesett                                    | Kiesett                       | Kiesett                              | 20.      |
| Szatmári András                                              | Kard             |                            |                               | George Iancu (ROU) · 15–9        | Riccardo Nuccio (ITA) · 15–11  | Gu Bon-gil (KOR) · 15–12                   | Mohammad Rahbari (IRI) · 15–8 | Enver Yildirim (TUR) · 15–6          |          |
| Balogh Boldizsár                                             | Tőr              |                            | Cedrik Serri (SVK) · 4–15     | Kiesett                          | Kiesett                        | Kiesett                                    | Kiesett                       | Kiesett                              | 39.      |
| Németh András                                                | Tőr              |                            | Philip Shin (USA) · 15–13     | Edoardo Luperi (ITA) · 7–15      | Kiesett                        | Kiesett                                    | Kiesett                       | Kiesett                              | 30.      |
| Dósa Dániel                                                  | Tőr              |                            |                               | Grigoriy Semenyuk (RUS) · 8–15   | Kiesett                        | Kiesett                                    | Kiesett                       | Kiesett                              | 17.      |
| Hari Máté                                                    | Tőr              | Kiesett                    | Kiesett                       | Kiesett                          | Kiesett                        | Kiesett                                    | Kiesett                       | Kiesett                              | 53.      |
| Cho Taeun Sándor Siklósi Gergely Berta Dániel Bányai Zsombor | Párbajtőr csapat |                            |                               |                                  | Németország (GER) · 45–44      | Hollandia (NED) · 35–28                    | Dél-Korea (KOR) · 25–19       | Oroszország (RUS) · 30–31            |          |
| Iliász Nikolász Puy Sebestyén Péch Miklós Szatmári András    | Kard csapat      |                            |                               |                                  | Lengyelország (POL) · 45–23    | Olaszország (ITA) · 34–45                  | Kiesett                       | Kiesett                              | 5.       |
| Balogh Boldizsár Németh András Dósa Dániel Hari Máté         | Tőr csapat       |                            |                               |                                  | Egyesült Államok (USA) · 45–42 | Japán (JPN) · 39–45                        | Kiesett                       | Kiesett                              | 7.       |

### Női
| Versenyző                                                | Versenyszám      | 64-es főtábla                          | 32-es főtábla                 | Nyolcaddöntő                       | Negyeddöntő                 | Elődöntő                      | Döntő                       | Helyezés |
| Versenyző                                                | Versenyszám      | Ellenfél Eredmény                      | Ellenfél Eredmény             | Ellenfél Eredmény                  | Ellenfél Eredmény           | Ellenfél Eredmény             | Ellenfél Eredmény           | Helyezés |
| -------------------------------------------------------- | ---------------- | -------------------------------------- | ----------------------------- | ---------------------------------- | --------------------------- | ----------------------------- | --------------------------- | -------- |
| Mihály Kata                                              | Párbajtőr        | Michaela Kock (FIN) · 15–14            | Kim Myoung-sun (KOR) · 11–15  | Kiesett                            | Kiesett                     | Kiesett                       | Kiesett                     | 29.      |
| Szabó Laura                                              | Párbajtőr        | Anna Van Brummen (USA) · 7–15          | Kiesett                       | Kiesett                            | Kiesett                     | Kiesett                       | Kiesett                     | 48.      |
| Budai Dorina                                             | Párbajtőr        | Catherine Nixon (USA) · 8–9            | Kiesett                       | Kiesett                            | Kiesett                     | Kiesett                       | Kiesett                     | 41.      |
| Siklósi Enikő                                            | Párbajtőr        | Wang Yufen (CHN) · 8–9                 | Kiesett                       | Kiesett                            | Kiesett                     | Kiesett                       | Kiesett                     | 52.      |
| Márton Anna                                              | Kard             |                                        | Violet Michel (USA) · 15–2    | Darya Andreyeva (BLR) · 15–11      | Risa Takashima (JPN) · 15–6 | Misaki Emura (JPN) · 15–8     | Hwang Seon-a (KOR) · 15–14  |          |
| Mikulik Júlia                                            | Kard             | Leanne Singleton-Comfort (USA) · 15–14 | Iryna Shchukla (TUR) · 9–15   | Kiesett                            | Kiesett                     | Kiesett                       | Kiesett                     | 25.      |
| Záhonyi Petra                                            | Kard             |                                        | Park Da-eun (KOR) · 8–15      | Kiesett                            | Kiesett                     | Kiesett                       | Kiesett                     | 22.      |
| Katona Renáta                                            | Kard             | Kiesett                                | Kiesett                       | Kiesett                            | Kiesett                     | Kiesett                       | Kiesett                     | 46.      |
| Lupkovics Dóra                                           | Tőr              |                                        | Kitti Bitterova (SVK) · 15–8  | Adelya Abdrakhmanova (RUS) · 10–15 | Kiesett                     | Kiesett                       | Kiesett                     | 12.      |
| Kondricz Kata                                            | Tőr              |                                        | Chloe Jubenot (FRA) · 14–15   | Kiesett                            | Kiesett                     | Kiesett                       | Kiesett                     | 22.      |
| Kreiss Fanni                                             | Tőr              | Lau Cheuk Yu (HKG) · 15–5              | Alely Hernández (MEX) · 15–10 | Hanna Łyczbińska (POL) · 15–9      | Chloe Jubenot (FRA) · 15–14 | Beatrice Monaco (ITA) · 15–10 | Yana Alborova (RUS) · 15–10 |          |
| Balogh Orsolya                                           | Tőr              | Kiesett                                | Kiesett                       | Kiesett                            | Kiesett                     | Kiesett                       | Kiesett                     | 50.      |
| Mihály Kata Szabó Laura Budai Dorina Siklósi Enikő       | Párbajtőr csapat |                                        | Hollandia (NED) · 45–25       | Svájc (SUI) · 31–34                | Kiesett                     | Kiesett                       | Kiesett                     | 13.      |
| Márton Anna Mikulik Júlia Záhonyi Petra Katona Renáta    | Kard csapat      |                                        |                               | Tajvan (TPE) · 45–26               | Oroszország (RUS) · 45–32   | Lengyelország (POL) · 45–36   | Japán (JPN) · 38–45         |          |
| Lupkovics Dóra Kondricz Kata Kreiss Fanni Balogh Orsolya | Tőr csapat       |                                        |                               |                                    | Mexikó (MEX) · 42–36        | Olaszország (ITA) · 31–45     | Lengyelország (POL) · 31–45 | 4.       |